# Kahriz
Kahriz (pers. ‏كهريز‎) – wieś w Iranie, w ostanie Azerbejdżan Zachodni, w szahrestanie Szahin Deż. W 2006 roku liczyła 147 mieszkańców.